# Cigányi
Cigányi (románul: Crișeni) település Romániában, Szilágy megyében.

## Fekvése
Szilágy megyében, Zilahtól északra, Zilah, Szilágyfőkeresztúr, és Nyirsid között fekvő település, a Királykői-patak és a Zilahi-patak folyik át rajta..

## Története
Cigányi nevét az oklevelek 1387-ben említették először Cziganvaja néven.
1409-ben nevét Czigán, Cigan, Chygan, majd 1441-ben Cyganvaya, Cigány, 1751-ben Czigany vaay neveken írták.
A település az aranyosi várhoz tartozott a szomszédos Vaja településsel együtt, és a Kusalyi Jakcs család birtokai közé tartozott.
Kusalyi Jakcs János birtoka volt, aki a Szennyes birtokkal együtt 1000 forintért adta el az erdélyi püspöknek.
1411-ben Czigányvaja István erdélyi püspök birtoka, s ekkor határát is megjáratta.
1621 előtt Czigányiban a református híveknek anyaegyházuk is volt.
1641 előtt Rákóczi György birtoka volt, aki azt más birtokokkal együtt Serédi István és neje Kamuthy Katalinnak adta zálogba.
1724-ben III. Károly báró Andrássy Ferencnek és Józsefnek adományozta.
1750-ben 234 görögkatolikus lakosa volt.
1797-ben végzett összeíráskor főbb birtokosai voltak gróf Andrási Károly, gróf Kendefi Rákhel, gróf Bethlen Gergelyné.
1802-ben gróf Andrási Károly, Domokos Józsefné, gróf Kendefi Elekné Bethlen Krisztina voltak.
1847-ben 456 lakosa volt, ebből római katolikus 3, görögkatolikus 450, református 3 volt.
1890-ben 635 lakosából 123 magyar, 3 német, 1 tót, 502 oláh, 6 egyéb nyelvű volt, melyből 22 római katolikus, 508 görögkatolikus, 80 református, 25 izraelita volt. A házak száma 121 volt.
A trianoni békeszerződés előtt Szilágy vármegye Zilahi járásához tartozott.
A faluban zöldségfeldolgozó működik.

## Nevezetességek
- Görögkatolikus fatemploma - 1853-ban épült. Anyakönyvet 1825-től vezetnek.

## Ismert emberek
- Itt született Gecse Dániel orvos, filantróp.